# Pikrinska kislina
Pikrínska kislína (tudi 2,4,6-trinitrofenol - TNP) je strupena kislina, ki ima eksplozivne lastnosti, vendar je sorazmerno obstojna. V stiku s kovinami in bazami lahko tvori eksplozivne soli, ki so zelo občutljive (kalijev pikrat).

## Identifikacija snovi ali pripravka:
Identifikacija snovi ali pripravka:
Slovensko kemijsko ime: PIKRINSKA KISLINA
Sinonim: TRINITROFENOL
Molekulska formula: C6H3N3O7
Racionalna formula: (C2N)3 C6H2 OH
Angleško ime: PICRIC ACID
Nemško ime: PIKRINSÄURE
UN število: 3364
 Uporaba snovi ali pripravka:
Pikrinska kislina se je uporabljala kot osnovna eksplozivna polnitev med prvo svetovno vojno na strani zaveznikov, prvič pa jo je omenil Johann Rudolf Glauber leta 1742. Pikrinska kislina ali trinitrofenol je bil najpomembnejši eksploziv do začetka 1. sv. vojne, ko jo je izpodrinil TNT. Je bolj občutljiva in močnejša kot TNT in je tudi zelo strupena (vsrka se skozi kožo in lahko povzroči odpoved jeter in ledvic). V stiku z vsemi kovinami tvori izredno občutljive pikrate, zato jo je treba hraniti v steklenih posodah. Če jo vžgemo, bo gorela s sajastim plamenom. Sprožimo jo lahko s šibkejšim detonatorjem. Iz pikrinske kisline se lahko naredi plastični eksploziv, ki pa je tudi zelo strupen.

## Sestava s podatki o nevarnih sestavinah:
Snovi, potrebne za izdelavo: koncentrirana žveplova kislina, kalijev nitrat ali natrijev nitrat, alkohol, tablete aspirina (šumeče tablete niso primerne).
Priprava: Tablete aspirina zdrobite v fin prah. Ta prah raztopite v alkoholu ali vodi (ves prah se ne bo raztopil). Raztopino prefiltrirajte in prah, ki je ostal na filtrirnem papirju, vrzite proč. Preostalo tekočino pustite, da se posuši, pri čemer bodo nastali kristali acetil salicilne kisline. Stehtajte 4 g teh kristalov in jih vsujte v 15 ml koncentrirane žveplove kisline. Mešanico segrevajte do temperature okrog 80 stopinj C, da se stopijo vsi kristali. Raztopino shladite in začnite počasi dodajati 7,7 g kalijevega nitrata ali 5,8 g natrijevega nitrata in vseskozi mešajte. Temperatura ne sme preseči 110 stopinj C. To delajte zunaj, saj se bo razvijal zelo strupen rjav plin, dušikov dioksid. Mešanica se bo tudi zelo penila, zato dodajajte soliter počasi. Ko ste dodali ves soliter, še naprej mešajte in počakajte, da se mešanica ohladi na sobno temperaturo. Mešanico zlijte v 30 ml zdrobljenega ledu, nakar se bodo izločili svetlo rumeni kristali pikrinske kisline. Kristale sfiltrirajte in jih dajte v 20 ml vrele vode. Vodo ohladite na sobno temperaturo in nastale kristale sfiltrirajte in posušite.
Priprava plastičnega eksploziva: Kristale pikrinske kisline zdrobite v prah. Prahu dodajte 10 % voska in 5 % vazelina, ki ste ju prej skupaj raztalili na ognju. Vse skupaj dobro zmešajte in eksploziv je narejen.

## Ugotovitve o nevarnih lastnostih:
Pikrinska kislina je zelo strupena, ob dotiku se vpija skozi kožo.
Napotki za nevarnost:
Snov je strupena in zelo nevarna pri vdihavanju, zaužitju in absorpciji skozi kožo. Stik s kožo ali z očmi lahko povzroči opekline. Pri požaru lahko nastanejo dražilni, jedki in/ali strupeni plini. Širjenje požara ali odtekanje vode za gašenje lahko povzroča onesnaženje.

## Ukrepi za prvo pomoč:
Premaknite ponesrečenca na sveži zrak. Nudite umetno dihanje, če ponesrečenec ne diha. Uporabite kisik, če je dihanje oteženo. Odstranite in izolirajte kontaminirano obleko in obutev. Poskrbite, da je medicinsko osebje seznanjeno z nevarnostjo in zagotovite uporabo ustrezne varovalne opreme.
Vdihovanje:
Strupeno. V primeru slabega počutja je potrebno takoj poiskati zdravniško pomoč.
Zaužitje:
Strupeno. V primeru slabega počutja je potrebno takoj poiskati zdravniško pomoč.
Stik s kožo in očmi:
V primeru stika s snovjo takoj izpirajte kožo ali oči najmanj 20 minut z veliko količino vode ter poiščite zdravniško pomoč.

## Ukrepi ob požaru:
Posebne nevarnosti:
Pikrinska kislina je gorljiva oz. vnetljiva snov, zato lahko pride do vžiga zaradi trenja, segrevanja, iskre ali plamena. Posušena snov lahko eksplodira zaradi segrevanja, plamena, udarca ali trenja, zato upoštevajte ukrepe za eksplozivne snovi. Vzdržujte snov vlažno, drugače ravnajte kot z eksplozivno snovjo. Iztekanje v kanalizacijo lahko povzroči požar ali eksplozijo.
Primerna sredstva za gašenje:
Uporabite velike količine vode in zalijte! Če vode ni na razpolago, gasite s CO2, prahom ali blatom. Posebej pazite, da ne pride do ponovnega vžiga in bodite v pripravljenosti s sredstvi za gašenje.
Posebna zaščitna oprema za gasilce:
Uporabite izolirni dihalni aparat (IDA). Gasilska zaščitna obleka je priporočljiva samo v primeru požara; ta je neučinkovita v drugih situacijah.

## Ukrepi ob nezgodnih izpustih
Previdnostni ukrepi, ki se nanašajo na ljudi:
Izolirajte področje razsutja ali iztekanja takoj - 100 m v vseh smereh. Ne pustite blizu nepooblaščenih oseb. Ostanite v zavetrju. Prezračite zaprte prostore pred vstopom. V primeru večjega razsutja evakuirajte ljudi v razdalji 500 metrov v vseh smereh. Če gori železniški vagon, cisterna ali priklopnik, izolirajte 800 m v vseh smereh; prav tako evakuirajte ljudi v polmeru 800 m in izvedite ukrepe varovanja ter reševanja.
Ekološki zaščitni ukrepi:

## Ravnanje z nevarno snovjo/pripravkom in skladiščenje
Ravnanje:
Snov ne smemo prijemati z golimi rokami.
 Skladiščenje:
V steklenih posodah.

## Nadzor nad izpostavljenostjo/varnost in zdravje pri delu
Snov ne smemo prijemati z golimi rokami, saj je strupena v kontaktu s kožo.

## Fizikalne in kemijske lastnosti
Agregatno stanje: trdno
Barva: brezbarvna do rumena
Tališče: 122,5 °C
Topnost: 1,40 g/100 mL
Vrelišče: > 300 °C (eksplodira)
Kislost (pKa): 0,38

## Obstojnost in reaktivnost
Snov je sorazmerno obstojna.

## Transportni podatki
Transportni razred: 4.1

## Zakonsko predpisani podatki o predpisih
Pravne in fizične osebe, ki izpolnjujejo pogoje po tem zakonu za proizvodnjo, skladiščenje ali opravljanje prometa s kemikalijami in vsi, ki jih uporabljajo ali z njimi ravnajo, morajo zagotavljati kemijsko varnost.